# ثابت البطل
ثابت البطل (انگلیسی: Thabet El-Batal; ۱۶ سپتامبر ۱۹۵۳ – ۱۲ فوریهٔ ۲۰۰۵) یک بازیکن فوتبال اهل مصر بود.

## باشگاهی
از باشگاه‌هایی که در آن بازی کرده‌است می‌توان به باشگاه ورزشی الاهلی مصر اشاره کرد.

## تیم ملی
وی عضو تیم ملی فوتبال مصر در جام جهانی فوتبال ۱۹۹۰ بوده است.